# Asher Hong
Asher Hong (Plano, 23 de marzo de 2004) es un deportista estadounidense que compite en gimnasia artística.
Participó en los Juegos Olímpicos de París 2024, obteniendo una medalla de bronce en la prueba por equipos (junto con Paul Juda, Brody Malone, Stephen Nedoroscik y Frederick Richard).
Ganó una medalla de bronce en el Campeonato Mundial de Gimnasia Artística de 2023, en la prueba por equipos.

## Palmarés internacional
| Juegos Olímpicos   | Juegos Olímpicos  | Juegos Olímpicos  | Juegos Olímpicos     |
| Año                | Lugar             | Medalla           | Prueba               |
| ------------------ | ----------------- | ----------------- | -------------------- |
| 2024               | París (Francia)   | Medalla de bronce | Concurso por equipos |
| Campeonato Mundial |                   |                   |                      |
| Año                | Lugar             | Medalla           | Prueba               |
| 2023               | Amberes (Bélgica) | Medalla de bronce | Concurso por equipos |